# André Santos
André Clarindo dos Santos (São Paulo, 8 de março de 1983) é um ex-futebolista brasileiro que atuava como lateral-esquerdo ou meio-campista.

## Carreira

### Figueirense
No Figueirense desde 2002, André Santos começou a atuar com regularidade a partir de 2004. Após ser emprestado ao Flamengo e ao Atlético Mineiro, nos anos de 2005 e 2006, retornou para o Figueira em 2007, André se destacou nacionalmente, ao disputar a final da Copa do Brasil, ficando com o vice-campeonato, perdendo a final para o Fluminense, chamando assim a atenção do Corinthians.

### Flamengo e Atlético Mineiro
Foi emprestado ao Flamengo no dia 14 de janeiro de 2005. Permaneceu no clube rubro-negro até julho de 2006, onde conquistou a Copa do Brasil.
Em 12 de julho de 2006, foi anunciado seu empréstimo ao Atlético Mineiro até o fim do ano. André Santos fez parte da equipe que conquistou o título da Série B, ajudando a levar o Galo de volta à elite.

### Corinthians
André Santos foi contratado pelo Corinthians em 2008, chegando à equipe que havia caído para a Série B do Campeonato Brasileiro e tinha como principal objetivo na temporada, evidentemente, o retorno à Série A. O lateral-esquerdo chegou ao Parque São Jorge visto como apenas mais um reforço para compor o elenco, mas teve grandes atuações e foi um dos principais jogadores do time naquele ano. André Santos chegou novamente na final da Copa do Brasil e mais uma vez foi vice-campeão — neste ano o Corinthians perdeu o título para o Sport. Como o objetivo principal do time era o retorno à Série A, o Timão seguiu forte rumo ao seu objetivo e André Santos ajudou o time ao seu retorno à elite do futebol nacional.
O ano de 2009 se iniciou com sonhos para o Corinthians e para André Santos. O Time do Povo tinha o sonho de disputar a Libertadores no próximo ano, em seu centenário. Logo no primeiro semestre, o time que contava com Ronaldo como principal estrela conquistou o Campeonato Paulista de forma invicta. Em seguida conseguiu a tão sonhada vaga na disputa do principal torneio continental ao sagrar-se campeão da Copa do Brasil, superando o Internacional. André marcou nas duas decisões em que o Corinthians participou: primeiro no dia 3 de maio, no segundo jogo da final do Campeonato Paulista, em um chute forte e rasteiro no canto direito do goleiro Fábio Costa, no empate em 1–1 no Pacaembu, e depois no dia 1 de julho, no segundo jogo da final da Copa do Brasil. Na ocasião, o lateral acertou um chute forte no ângulo direito do goleiro Lauro, no empate em 2–2 que decretou o título corintiano.
Ainda em 2009, depois de vencer o Campeonato Paulista e a Copa das Confederações, André Santos disse que gostaria de jogar na Europa. Segundo o jornal Corriere dello Sport, dois clubes italianos estariam interessados na sua contratação: a Juventus teria feito uma proposta oficial, de acordo com o jornalista André Rizek,. enquanto a Roma sinalizou com uma proposta avaliada entre 5 e 6 milhões de euros (16,4 milhões de reais). além d

### Fenerbahçe
No dia 20 de julho de 2009, o Fenerbahçe anunciou a contratação do jogador por 6 milhões de euros.

### Arsenal

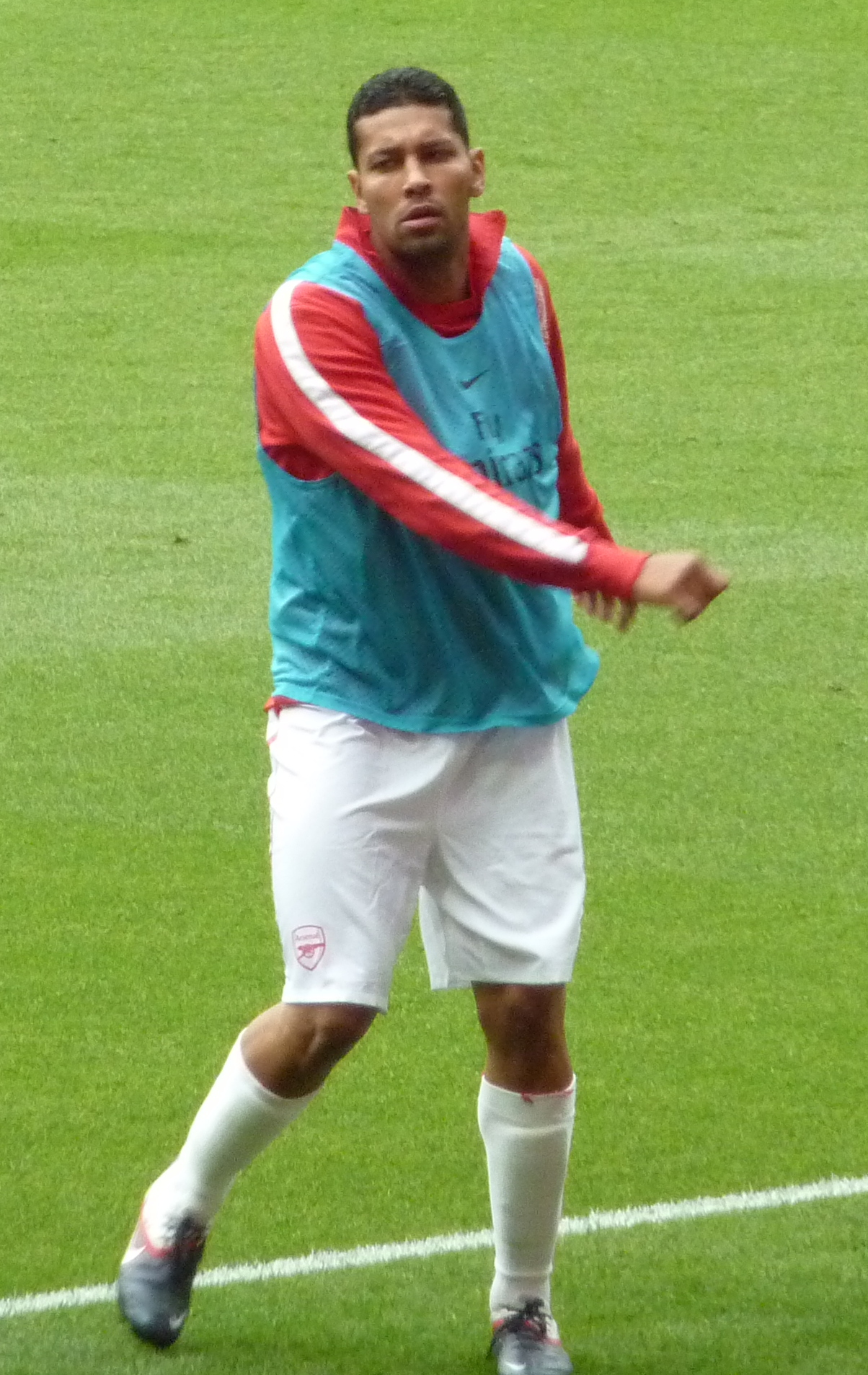
André Santos treinando pelo Arsenal em 2011

Em 31 de agosto de 2011, André Santos foi contratado pelo Arsenal por 6,2 milhões de libras (R$ 16,3 milhões). O brasileiro, que recebeu a camisa de número 11, declarou em sua apresentação:
| “ | Estou feliz por acertar com o Arsenal. Um dos meus maiores sonhos era jogar por um grande campeonato da Europa e eu consegui isso. Todos os brasileiros que jogaram aqui falaram maravilhas e eu estou encantado por fazer parte da família Arsenal. | ” |

O treinador da equipe londrina, Arsène Wenger, também comentou: "(André) Santos é um jogador de qualidade, com habilidade para defender bem e ajudar no ataque. Tem experiência na Liga dos Campeões e com o Brasil e provou que pode jogar em alto nível. Damos as boas vindas a Santos e esperamos que ele tenha um grande impacto para o clube".
André Santos realizou sua estreia como titular no dia 17 de setembro, em uma derrota fora de casa por 4–3 para o Blackburn, válida pela Premier League.

### Grêmio
Em 8 de fevereiro de 2013, foi emprestado para o Grêmio visando a disputa da Libertadores. Após a partida contra o Náutico no dia 27 de maio, válida pela 1ª rodada do Campeonato Brasileiro, foi confirmado o seu retorno ao Arsenal.

### Retorno ao Flamengo
Em 18 de julho de 2013, André Santos acertou seu retorno ao Flamengo após sete anos, assinando contrato por dois anos e chegando para a disputa do Campeonato Brasileiro. O jogador, que teve passagem apagada pelo clube entre 2005 e 2006, também voltou a trabalhar com o técnico Mano Menezes, o mesmo que o comandou no Corinthians e que o levou para a Seleção Brasileira. André Santos marcou seu primeiro gol pelo rubro-negro no dia 15 de setembro, num empate em 1–1 contra a Ponte Preta, válido pela 21ª rodada do Brasileirão.
Em 15 de agosto de 2014, acertou sua rescisão com o Flamengo. O jogador não atuava desde o dia 20 de julho, contra o Internacional, quando o clube foi goleado por 4–0. Após esta partida, André Santos foi agredido por um grupo de torcedores no estacionamento do Estádio Beira-Rio e em seguida afastado da equipe. O lateral chegou a ser oferecido ao Avaí para a disputa da Série B, mas o clube julgou não ser um bom negócio para o time.

### Goa
Foi contratado pelo Goa, da Índia, no dia 29 de setembro de 2014, chegando para trabalhar com o treinador brasileiro Zico.

### Botafogo-SP
No dia 5 de fevereiro de 2015, André Santos acertou com o Botafogo-SP até o fim do Campeonato Paulista. Ainda no mês de fevereiro, após uma partida contra o São Bento, válida pelo Campeonato Paulista. o jogador testou positivo no exame antidoping para a substância hidroclorotiazida. No total em sua passagem pelo Tricolor, André Santos atuou em sete jogos, marcou um gol e ajudou o Botafogo-SP a se classificar para a Série D.

### Wil
Aos 32 anos, o lateral-esquerdo decidiu tentar dar seguimento à carreira em um centro menos conhecido do futebol. Em agosto de 2015 foi contratado pelo Wil, time da segunda divisão da Suíça, assinando contrato por um ano.

### Boluspor
No dia 24 de junho de 2016, André acertou por duas temporadas com o Boluspor, clube da Segunda Divisão Turca, chegando com status de estrela.

### Retorno ao Figueirense
Após 11 anos, André Santos acertou o seu retorno ao Figueirense. O acerto veio na tarde do dia 21 de julho de 2018, após uma reunião entre diretoria, comissão técnica e atleta.

## Seleção Nacional

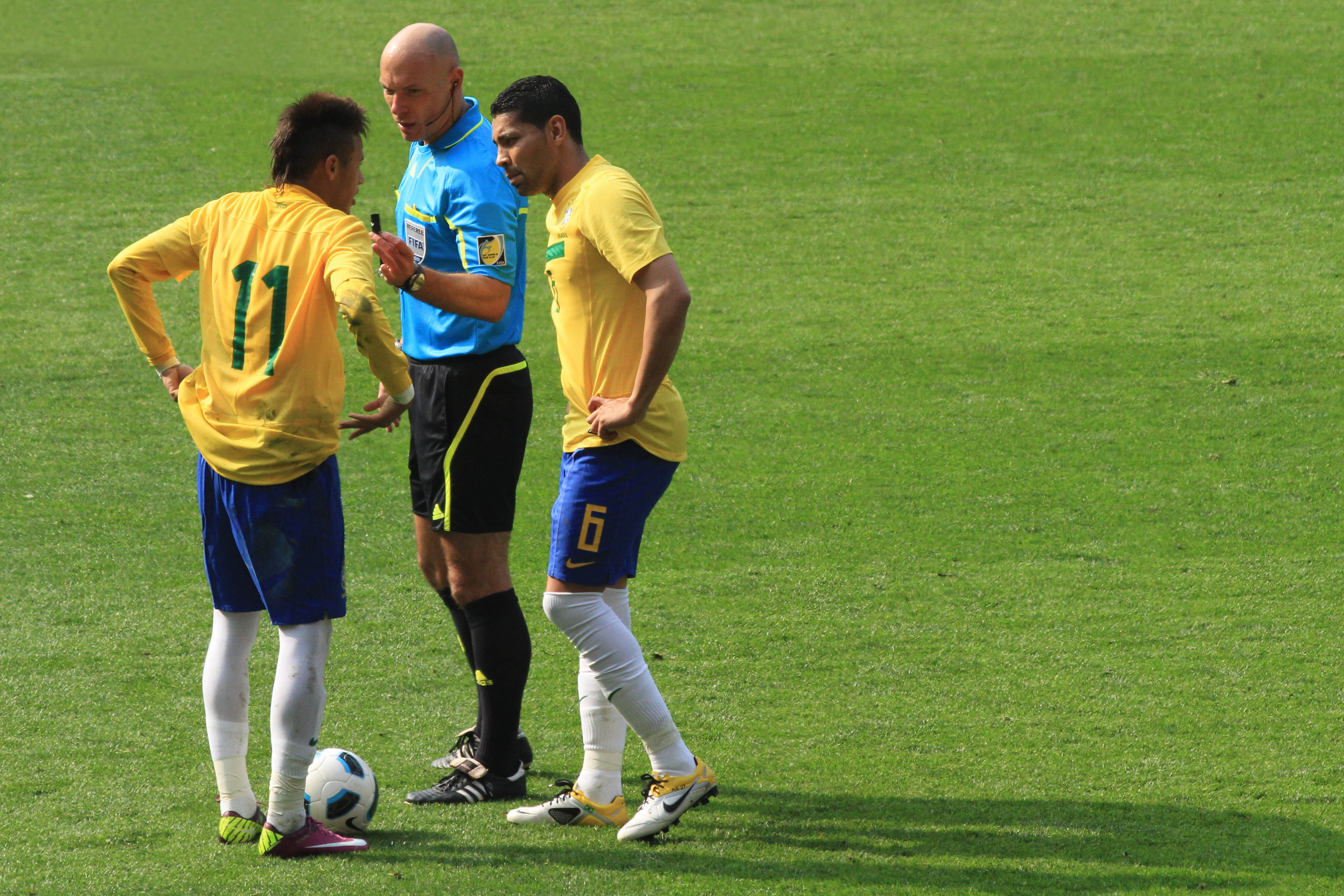
André Santos, Neymar e o árbitro Howard Webb em março de 2011

No dia 21 de maio de 2009, André Santos foi convocado para defender a Seleção Brasileira em dois duelos das Eliminatórias da Copa do Mundo — contra o Uruguai e o Paraguai, nos dias 6 e 10 de junho — e na Copa das Confederações, na África do Sul, entre 14 e 28 de junho. Aos 26 anos, foi a sua primeira convocação.
O jogador realizou sua estreia com a camisa da Seleção no dia 15 de junho, entrando no segundo tempo da vitória por 4–3 contra o Egito. No decorrer da competição, André tornou-se titular da lateral-esquerda da seleção, e fez parte do grupo que conquistou a Copa das Confederações.
Foi novamente convocado no amistoso do dia 12 agosto de 2009 contra a Estônia, assegurando sua posição de titular. Em 2010, contudo, não foi mais convocado por Dunga e acabou ficando de fora da Copa do Mundo. Essa ausência no Mundial deu-se por um atraso na saída para um jogo contra a Bolívia, quando o jogador perdeu o ônibus que o levaria ao estádio em La Paz. André Santos só voltaria a ser convocado pelo novo técnico Mano Menezes, onde voltou a ser titular da lateral-esquerda num amistoso contra os Estados Unidos. Também foi convocado em 20 de agosto de 2010, para um período de treinamentos.
Após participar de vários amistosos, foi convocado para a Copa América de 2011.
Com boas atuações pelo Grêmio no primeiro semestre de 2013, em abril André Santos voltou a ser convocado pelo Felipão para jogar na Seleção Brasileira.

## Vida pessoal
Sua família mora atualmente em Santa Catarina. André Santos é o filho caçula de um casamento de 20 anos de seus pais Iraci e Lauro. O jogador tem uma irmã mais velha.
André casou-se em 2011 com a dentista catarinense Suélem Leal, com quem tem um filho.
No dia 13 de setembro de 2022, André Santos foi anunciado no reality show A Fazenda.

## Estatísticas
Atualizadas até 20 de julho de 2014

### Clubes
| Clube            | Temporada         | Campeonato nacional | Campeonato nacional | Campeonato nacional | Copa nacional | Copa nacional | Copa nacional | Competições continentais | Competições continentais | Competições continentais | Outros | Outros | Outros  | Total | Total | Total   |
| Clube            | Temporada         | Jogos               | Gols                | Assist.             | Jogos         | Gols          | Assist.       | Jogos                    | Gols                     | Assist.                  | Jogos  | Gols   | Assist. | Jogos | Gols  | Assist. |
| ---------------- | ----------------- | ------------------- | ------------------- | ------------------- | ------------- | ------------- | ------------- | ------------------------ | ------------------------ | ------------------------ | ------ | ------ | ------- | ----- | ----- | ------- |
| Figueirense      | 2004              | 30                  | 7                   | 0                   | 0             | 0             | 0             | 2                        | 0                        | 0                        | 0      | 0      | 0       | 32    | 7     | 0       |
| Figueirense      | Total             | 30                  | 7                   | 0                   | 0             | 0             | 0             | 2                        | 0                        | 0                        | 0      | 0      | 0       | 32    | 7     | 0       |
| Flamengo         | 2005              | 23                  | 0                   | 0                   | 5             | 0             | 0             | 0                        | 0                        | 0                        | 15     | 1      | 0       | 43    | 1     | 0       |
| Flamengo         | 2006              | 0                   | 0                   | 0                   | 0             | 0             | 0             | 0                        | 0                        | 0                        | 1      | 0      | 0       | 1     | 0     | 0       |
| Flamengo         | Total             | 23                  | 0                   | 0                   | 5             | 0             | 0             | 0                        | 0                        | 0                        | 16     | 1      | 0       | 44    | 1     | 0       |
| Atlético Mineiro | 2006              | 28                  | 17                  | 0                   | 0             | 0             | 0             | —                        | —                        | —                        | 0      | 0      | 0       | 28    | 17    | 0       |
| Atlético Mineiro | Total             | 28                  | 17                  | 0                   | 0             | 0             | 0             | 0                        | 0                        | 0                        | 0      | 0      | 0       | 28    | 17    | 0       |
| Figueirense      | 2007              | 31                  | 6                   | 0                   | 0             | 0             | 0             | 2                        | 0                        | 0                        | 0      | 0      | 0       | 33    | 6     | 0       |
| Figueirense      | Total             | 31                  | 6                   | 0                   | 0             | 0             | 0             | 2                        | 0                        | 0                        | 0      | 0      | 0       | 33    | 6     | 0       |
| Corinthians      | 2008              | 34                  | 9                   | 0                   | 0             | 0             | 0             | —                        | —                        | —                        | 0      | 0      | 0       | 34    | 9     | 0       |
| Corinthians      | 2009              | 5                   | 0                   | 0                   | 8             | 3             | 0             | 0                        | 0                        | 0                        | 0      | 0      | 0       | 13    | 3     | 0       |
| Corinthians      | Total             | 39                  | 9                   | 0                   | 8             | 3             | 0             | 0                        | 0                        | 0                        | 0      | 0      | 0       | 47    | 12    | 0       |
| Fenerbahçe       | 2009–10           | 27                  | 5                   | 0                   | 7             | 1             | 0             | 10                       | 5                        | 0                        | 0      | 0      | 0       | 44    | 11    | 0       |
| Fenerbahçe       | 2010–11           | 25                  | 5                   | 0                   | 4             | 1             | 0             | 4                        | 0                        | 0                        | 0      | 0      | 0       | 33    | 6     | 0       |
| Fenerbahçe       | Total             | 52                  | 10                  | 0                   | 11            | 2             | 0             | 14                       | 5                        | 0                        | 0      | 0      | 0       | 77    | 17    | 0       |
| Arsenal          | 2011–12           | 15                  | 2                   | 0                   | 0             | 0             | 0             | 6                        | 1                        | 0                        | 0      | 0      | 0       | 21    | 3     | 0       |
| Arsenal          | 2012–13           | 8                   | 0                   | 0                   | 1             | 0             | 0             | 2                        | 0                        | 0                        | 1      | 0      | 0       | 12    | 0     | 0       |
| Arsenal          | Total             | 23                  | 2                   | 0                   | 1             | 0             | 0             | 8                        | 1                        | 0                        | 1      | 0      | 0       | 33    | 3     | 0       |
| Grêmio           | 2013              | 0                   | 0                   | 0                   | 0             | 0             | 0             | 8                        | 1                        | 0                        | 6      | 0      | 0       | 14    | 1     | 0       |
| Grêmio           | Total             | 0                   | 0                   | 0                   | 0             | 0             | 0             | 8                        | 1                        | 0                        | 6      | 0      | 0       | 14    | 1     | 0       |
| Flamengo         | 2013              | 20                  | 2                   | 0                   | 8             | 1             | 0             | 0                        | 0                        | 0                        | 0      | 0      | 0       | 28    | 3     | 0       |
| Flamengo         | 2014              | 8                   | 0                   | 0                   | 0             | 0             | 0             | 4                        | 0                        | 1                        | 9      | 0      | 0       | 21    | 1     | 0       |
| Flamengo         | Total             | 28                  | 2                   | 0                   | 8             | 1             | 0             | 4                        | 0                        | 1                        | 9      | 0      | 0       | 49    | 4     | 0       |
| Total            | Total na carreira | 246                 | 53                  | 0                   | 32            | 7             | 0             | 36                       | 6                        | 0                        | 29     | 1      | 0       | 342   | 67    | 0       |

### Seleção Brasileira
| Jogos pela Seleção Brasileira | Jogos pela Seleção Brasileira | Jogos pela Seleção Brasileira     | Jogos pela Seleção Brasileira | Jogos pela Seleção Brasileira | Jogos pela Seleção Brasileira | Jogos pela Seleção Brasileira          |
| #                             | Data                          | Local                             | Adversário                    | Resultado                     | Gol                           | Competição                             |
| ----------------------------- | ----------------------------- | --------------------------------- | ----------------------------- | ----------------------------- | ----------------------------- | -------------------------------------- |
| 1.                            | 15 de junho de 2009           | Bloemfontein, África do Sul       | Egito                         | 4–3                           | 0                             | Copa das Confederações                 |
| 2.                            | 18 de junho de 2009           | Pretória, África do Sul           | Estados Unidos                | 3–0                           | 0                             | Copa das Confederações                 |
| 3.                            | 21 de junho de 2009           | Pretória, África do Sul           | Itália                        | 3–0                           | 0                             | Copa das Confederações                 |
| 4.                            | 25 de junho de 2009           | Johannesburgo, África do Sul      | África do Sul                 | 1–0                           | 0                             | Copa das Confederações                 |
| 5.                            | 28 de junho de 2009           | Johannesburgo, África do Sul      | Estados Unidos                | 3–2                           | 0                             | Copa das Confederações                 |
| 6.                            | 12 de agosto de 2009          | Tallinn, Estônia                  | Estónia                       | 0–1                           | 0                             | Amistoso                               |
| 7.                            | 5 de setembro de 2009         | Rosário, Argentina                | Argentina                     | 1–3                           | 0                             | Eliminatórias da Copa do Mundo de 2010 |
| 8.                            | 9 de setembro de 2009         | Salvador, Brasil                  | Chile                         | 4–2                           | 0                             | Eliminatórias da Copa do Mundo de 2010 |
| 9.                            | 11 de outubro de 2009         | La Paz, Bolívia                   | Bolívia                       | 2–1                           | 0                             | Eliminatórias da Copa do Mundo de 2010 |
| 10.                           | 10 de agosto de 2010          | New Jersey, Estados Unidos        | Estados Unidos                | 0–2                           | 0                             | Amistoso                               |
| 11.                           | 7 de outubro de 2010          | Abu Dhabi, Emirados Árabes Unidos | Irã                           | 3–0                           | 0                             | Amistoso                               |
| 12.                           | 11 de outubro de 2010         | Derby, Inglaterra                 | Ucrânia                       | 2–0                           | 0                             | Amistoso                               |
| 13.                           | 17 de novembro de 2010        | Doha, Catar                       | Argentina                     | 0–1                           | 0                             | Amistoso                               |
| 14.                           | 9 de fevereiro de 2011        | Saint-Denis, França               | França                        | 1–0                           | 0                             | Amistoso                               |
| 15.                           | 27 de março de 2011           | Londres, Inglaterra               | Escócia                       | 2–0                           | 0                             | Amistoso                               |
| 16.                           | 4 de junho de 2011            | Goiânia, Brasil                   | Países Baixos                 | 0–0                           | 0                             | Amistoso                               |
| 17.                           | 7 de junho de 2011            | São Paulo, Brasil                 | Roménia                       | 1–0                           | 0                             | Amistoso                               |
| 18.                           | 3 de julho de 2011            | La Plata, Argentina               | Venezuela                     | 0–0                           | 0                             | Copa América                           |
| 19.                           | 9 de julho de 2011            | Córdoba, Argentina                | Paraguai                      | 2–2                           | 0                             | Copa América                           |
| 20.                           | 13 de julho de 2011           | Córdoba, Argentina                | Equador                       | 4–2                           | 0                             | Copa América                           |
| 21.                           | 17 de julho de 2011           | La Plata, Argentina               | Paraguai                      | 2–2                           | 0                             | Copa América                           |
| 22.                           | 10 de agosto de 2011          | Stuttgart, Alemanha               | Alemanha                      | 3–2                           | 0                             | Amistoso                               |
| 23.                           | 6 de abril de 2013            | Santa Cruz de La Sierra, Bolívia  | Bolívia                       | 0–4                           | 0                             | Amistoso                               |
| 24.                           | 24 de abril de 2013           | Belo Horizonte, Brasil            | Chile                         | 2–2                           | 0                             | Amistoso                               |

## Títulos
Figueirense
- Campeonato Catarinense: 2002, 2003 e 2004

Flamengo
- Copa do Brasil: 2006 e 2013
- Campeonato Carioca: 2014

Atlético Mineiro
- Campeonato Brasileiro - Série B: 2006

Corinthians
- Campeonato Brasileiro - Série B: 2008
- Campeonato Paulista: 2009
- Copa do Brasil: 2009

Fenerbahçe
- Supercopa da Turquia: 2009
- Campeonato Turco: 2010–11

Seleção Brasileira
- Copa das Confederações FIFA: 2009